# Rifflsee
Der Rifflsee (selten auch Riffelsee) ist der größte See in den Ötztaler Alpen.
Der Bergsee liegt im Kaunergrat westlich oberhalb des Pitztals und ist ein typischer Moränenstausee. Der See füllt eine ausgedehnte Talmulde, das gletschertrübe Wasser wirkt grünlich. Er wird im Norden und Westen von schroffen Gipfeln des Kaunergrats umrahmt, besonders auffallend sind Seekogel und Rostizkogel. Bei sonnigem und warmem Wetter wird eine beachtliche Menge an Schmelzwasser vom Seekarles-, Löcher- und Rifflferner zugeführt.
Nicht weit entfernt, doch vom See nicht sichtbar, liegt die Rifflseehütte, die die Eigentümerin Riffelseehütte nennt.

## Geschichte
Um 1500 wird der See bereits im Fischereibuch des späteren Kaisers Maximilian I. als „Wildseele hinden im Putzental“ erwähnt. Speziell der Saibling als Edelfisch gedeiht in diesem Gewässer. Der Kartograph Peter Anich (1723–1766) gibt ihm den Namen „Riffl“, der Topograph Jakob Staffler bezeichnet ihn 1839 allerdings als „Taschachsee“.

## Erreichbarkeit
Der See ist von Mandarfen (1682 m) mit der Rifflseebahn erreichbar. Zu Fuß kann der See auch von Mandarfen durch das Hirschtal in ungefähr zwei Stunden auf einfachem Wanderweg erreicht werden, es existieren zudem weitere einfache Anstiegsvarianten aus dem Pitztal.

## Skigebiet
In den 1970er Jahren wurde das Rifflseegebiet als Skigebiet erschlossen. Im Jahr 1994 wurde das Skigebiet vom Betreiber der Pitztaler Gletscherbahn übernommen und modernisiert. Hierzu zählte die Ersetzung des bisherigen 2er Sessellifts von Mandarfen durch eine 6er Gondelbahn sowie die Neuerschließung des 2880 m hohen Grubenkopfs.